# Преображенка (Тяжинський округ)
Преображе́нка (рос. Преображенка) — село у складі Тяжинського округу Кемеровської області, Росія.

## Населення
Населення — 885 осіб (2010; 1059 у 2002).
Національний склад (станом на 2002 рік):
- росіяни — 99 %